# RBB Brandenburg
RBB Brandenburg war nach der Einstellung des ORB-Fernsehen des Ostdeutschen Rundfunks Brandenburg (ORB) im Mai 2003 bis zum Februar 2004 vorübergehend das dritte Fernsehprogramm für Brandenburg. Es wurde vom neu gegründeten Rundfunk Berlin-Brandenburg (rbb) veranstaltet.  Bereits am 29. Februar 2004 wurden die beiden Fernsehprogramme RBB Brandenburg und RBB Berlin durch das gemeinsame neue rbb Fernsehen abgelöst.

## Geschichte
Das Programm startete am 1. Januar 1992 unter dem Namen Fernsehen Brandenburg. In der Aufbauphase wurde anfangs noch von 15 Uhr bis rund 17:15 Uhr sowie nach 21 Uhr das damalige ARD-Kulturfernsehprogramm Eins Plus übernommen, außerdem gab es aus Kostengründen zunächst nur wenige eigene Sendungen im Programm. Ungewöhnlich für die Brandenburger Zuschauer war der Umstand, dass die Nachrichtensendung um 20:45 Uhr und ein Brandenburg Journal um 19 Uhr ausgestrahlt wurde. Viele Ostdeutsche hatten sich insbesondere nach der Wende an der Anfangszeit der Hauptnachrichtensendung des Deutschen Fernsehfunks (DFF) um 19:30 Uhr orientiert. Generell konnte nicht zuletzt auch durch die Kooperation mit Eins Plus keine hohe Zuschauerakzeptanz festgestellt werden.
Es folgte schon bald am 1. Mai 1992 eine Programmreform. Die Hauptnachrichtensendung Brandenburg aktuell erhielt ihren Sendeplatz um 19:30 Uhr, der auch im Fernsehprogramm des RBB noch Gültigkeit hat. Später wurden weitere Sendungen mit regionalem Charakter ins Programm genommen, wie die beliebte Live-Sendung mit Zuschauerbeteiligung Vor Ort. Im Nachtprogramm wurde von 1992 bis 2004 das ORB Aquarium ausgestrahlt.
Beginnend im Juli 1993 kooperierte der Sender für einige Jahre im Tagesprogramm mit N3, dem Dritten Programm von NDR und Radio Bremen.
Ein beachtetes Format war die deutsch-polnische Sendung Kowalski trifft Schmidt. Sie wurde gemeinsam von Deutschen und Polen zum gegenseitigen Verständnis ins Leben gerufen und wird auch vom RBB fortgeführt. Aktuell wird sie von Ola Rosiak und Max Ruppert moderiert. Im Jahr 2001 wurde die Sendung mit dem Deutsch-Polnischen Journalistenpreis ausgezeichnet. Damals wurde sie von Anna Posnanska und Fabian Maier moderiert.
Ab 1. Januar 1998 wurde das Programm analog über den Satelliten Astra 1B verbreitet und war so europaweit empfangbar. Von Mai 2003 (Fusion von SFB und ORB zum rbb) bis zum Sendeende März 2004 wurde das Programm unter dem Namen RBB Brandenburg verbreitet.